# 垫片 (程序设计)
在程序设计领域，垫片是一种小型函数库，可以用来截取 API 调用、修改传入参数，最后自行处理对应操作或者将操作交由其它地方执行。
垫片可以在新环境中支持老 API，也可以在老环境里支持新 API。一些程序并没有针对某些平台开发，也可以通过使用垫片来辅助运行。